# Iglesia amplia

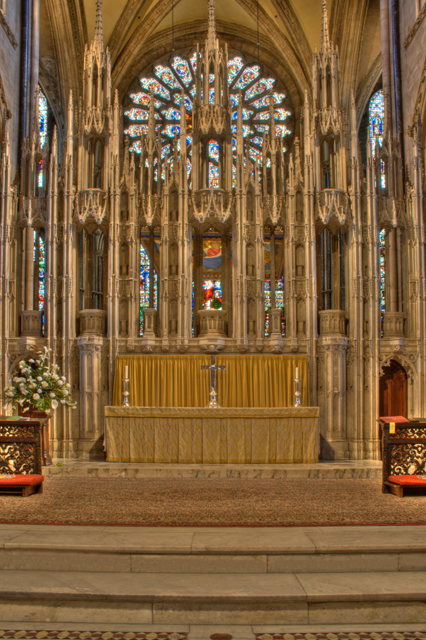
El altar de la Catedral de Durham, una iglesia de la tradición de iglesia amplia.

La Iglesia amplia (en inglés: Broad Church) es un término que se refiere a una corriente eclesiástica en la Iglesia de Inglaterra, en particular, y el anglicanismo, en general.

## Uso
Dentro de la Iglesia de Inglaterra empezaron a surgir dos corrientes diferenciadas conocidas como iglesia alta y baja. La primera tenía un mayor énfasis hacia el ritualismo, las prácticas anteriores a la reforma como las procesiones y la veneración de santos, y una mayor afinidad con el catolicismo mientras que en la segunda se prefería prescindir de los elementos litúrgicos considerados "papistas" en sus servicios, dando mayor importancia a la predicación en los mismos, siendo su referencia los protestantes continentales, sobre todo los calvinistas. El término amplio surgió para denominar aquellos anglicanos que aceptaban ambas tendencias en conformidad con la autoridad eclesiástica. Las parroquias asociadas a esta corriente contienen elementos tanto de la iglesia alta como baja, reflejando las preferencias litúrgicas y doctrinales, a menudo eclécticas, de los clérigos y laicos.
En la actualidad, dentro de la Iglesia de Inglaterra, se tiende a sustituir el término iglesia amplia por el de liberal. Por ejemplo, el Arzobispo de Canterbury, en su texto "de reflexión" The Challenge and Hope of Being an Anglican Today, publicado en 2006, describió los tres "componentes de nuestro patrimonio" como "el protestantismo evangélico estricto", "el catolicismo Romano" y el "liberalismo religioso", aceptando que" cada uno de ellos tiene su lugar en la vida de la Iglesia". Estas líneas generales se corresponden a la iglesia baja, iglesia alta y los partidos de la iglesia amplia en la Iglesia de Inglaterra. Históricamente, lo "amplio" tendía a ser utilizado para describir una liturgia a medio camino entre las dos corrientes pero teológicamente inclinado hacia el protestantismo liberal, mientras que lo "centralista", describía aquellos sacerdotes o parroquias teológicamente conservadores pero sin una tendencia litúrgica clara.
Además, en los países anglosajones, se utiliza la palabra amplio para  describir la composición de organizaciones seculares con una gran variedad de opiniones, como cuando James Callaghan, del Partido Laborista del primer ministro del Reino Unido, dijo que "nuestro partido es una iglesia amplia", quería decir que abarcaba diferentes aspectos de la tradición del trabajo y tradición socialista. 
En la Iglesia Episcopal, EE. UU. el término "iglesia amplia" tiene una connotación ligeramente diferente, ya que se refiere a la práctica ceremonial cuya iglesia no es ni alta ni baja.